# Литл Бутс
Виктория Кристина Хескет  (англ. Victoria Christina Hesketh; род. 4 мая 1984), также известная под псевдонимом Литл Бутс (Little Boots) — британская поп-певица.
В качестве псевдонима она взяла прозвище, данное ей её другом с намёком на маленький размер (35) её ноги.
Литл Бутс поёт и играет на фортепиано, синтезаторе, стилофоне и тэнори-оне (японский электронный инструмент).
В 2005 году Виктория участвовала в трио Dead Disco, которое распалось в 2008 году после выпуска нескольких синглов.
Однажды Литл Бутс прослушивалась на «American Idol», но ей сказали, что она недостаточно хороша для этой программы.
Кумиры Виктории: Капитан Бифхарт, Бритни Спирс, The Human League, Гэри Ньюман, Pink Floyd, Жан-Мишель Жарр и Kraftwerk.
Эскет начала писать собственные песни и размещать их на YouTube и MySpace. После стала появляться на различных шоу, включая «Позже… с Джулс Холланд» и «Last Call with Carson Daly».
Её дебютный альбом, Hands, она выпустила 8 июня 2009 года, альбом сразу же появился на UK Albums Chart под пятым номером и занял номер двадцать на Irish Albums Chart. Первый сингл с альбома «New in Town» вошёл в двадцатку лучших, а следующий сингл «Remedy», спродюсированный RedOne, попал в 10 хит парадов мира.
С выходом её дебютного альбома Литл Бутс стали сравнивать с Леди Гагой, Ladyhawke, Florence and the Machine и Элли Джексон из La Roux.
В США она выпустила мини-альбом Illuminations.

## Дискография

### Студийные альбомы
| Год  | Название | Позиция в чартах | Позиция в чартах | Позиция в чартах | Позиция в чартах | Сертификация  |
| Год  | Название | UK               | IRE              | US Dance         | US Heat          | Сертификация  |
| ---- | --- | ---------------- | ---------------- | ---------------- | ---------------- | ------------- |
| 2009 | Hands - Первый студийный альбом - Релиз: 8 июня 2009 - Лейбл: Atlantic Records - Формат: CD, LP, Digital Download  | 5                | 20               | —                | 7                | - BPI: Золото |
| 2013 | Nocturnes - Второй студийный альбом - Релиз: 5 мая 2013 - Лейбл: On Repeat - Формат: CD, LP, Digital Download      | 45               | —                | 13               | 8                |               |
| 2015 | Working Girl - Третий студийный альбом - Релиз: 10 июля 2015 - Лейбл: On Repeat - Формат: CD, LP, Digital Download |                  |                  |                  |                  |               |